# Eiras (El Rosal)
Eiras (oficialmente San Bartolomeu das Eiras) es una parroquia perteneciente al municipio pontevedrés de El Rosal en Galicia, España. Según el IGE, en el 2019 residían 228 habitantes en la parroquia, 114 hombres y 114 mujeres.

## Lugares
Según el IGE, en la parroquia se encuentran los siguientes núcleos de población::
- Carril.
- Igrexa (A Igrexa)
- O Monterreal (O Monte Real)
- Os Picóns de Arriba.
- Picóns (Os Picóns de Abaixo)